# Геннді Тартаковський
Геннді Тартаковський (англ. Genndy Tartakovsky; /ˈɡɛndi ˌtɑːrtəˈkɒfski/; Геннадій Борисович Тартаковський; нар. 17 січня 1970, Москва, СРСР) — американський режисер-аніматор, художник-розкадрувальник, продюсер і сценарист російсько-єврейського походження. У числі відомих режисерських робіт Тартаковського такі мультсеріали, як «Лабораторія Декстера», «Суперкрихітки», «Самурай Джек», трилогія «Монстри на канікулах» («Готель Трансильванія») і «Первісний».

## Біографія
Народився 17 січня 1970 року в єврейській родині. Його батько, Борис, працював стоматологом, обслуговуючи офіційних осіб в уряді, а також гравців збірної СРСР з хокею з шайбою. Геннді вважав свого батька дуже суворим і старомодним чоловіком, але мав з ним близькі стосунки.  Мати, Міріам, працювала завучем в школі. Також Геннді має брата на ім'я Олександр, він на два роки старший і зараз працює комп'ютерним консультантом в Чикаго. Перш ніж іммігрувати до США, родина Тартаковських переїхала до Італії. Там Геннді, завдяки донці сусіда, вперше відкрив для себе мистецтво. Потім він згадував: «Пам'ятаю, як погано в мене виходило. Не міг намалювати навіть коло, хоч би мене різали».
Коли хлопцеві було сім років, Тартаковські переїхали до США, оскільки через антисемітизм в СРСР боялися за майбутнє дітей. Спочатку вони осіли в місті Колумбус, штат Огайо, але пізніше сім'я переїхала до Чикаго. На дитину в значній мірі вплинули комікси, які він для себе там відкрив. Першою книгою, яку він купив, була «Super Friends» з «7-Eleven». В Чикаго Тартаковський пішов до третього класу Початкової школи Юджина Філда (Eugene Field Elementary School). В школі було непросто, адже до хлопця ставилися як до іноземця. Потім він поступив до престижного Чиказького технічного коледжу Лейна (Lane Technical College Prep High School) і, за його словами, не міг пристосуватися аж до другого курсу. Коли йому було 16 років, батько помер від серцевого нападу. Тоді Геннді з рештою родини перебрався до фінансованого державою житла і почав працювати, продовжуючи навчатися в коледжі.
Аби задовольнити своїх амбітних родичів, котрі заохочували його піти в бізнес, Тартаковський спробував пройти курс реклами. Однак він записався на курс запізно і не мав особливого вибору щодо занять. Його записали на заняття з анімації, і це з часом призвело до того, що він почав вивчати кінематограф у Чиказькому коледжі Колумбія (Columbia College Chicago [Архівовано 21 лютого 2011 у Wayback Machine.]), а тоді поїхав до Лос-Анджелесу вивчати анімацію в Каліфорнійському інституті мистецтв (разом зі своїм другом Робом Ренцетті). Там він також зустрів Крейга Маккракена. В Каліфорнійському інституті Тартаковський зрежисерував і створив два студентські мультиплікаційні фільми, один з яких було взято за основу для «Лабораторії Декстера». По двох роках в Каліфорнійському інституті Тартаковський влаштувався на роботу до іспанської студії «Lapiz Azul Productions», де працював над серіалом «Бетмен: мультсеріал». Там він «пізнав труднощі телевізійної анімації, трудомісткої праці в шаленому темпі». Поки він перебував у Іспанії, його мати померла від раку.

## Кар'єра
Коли Крейг Маккракен отримав посаду художника-постановника в студії «Hanna-Barbera» для роботи над серіалом «2 дурних собаки», він порадив також взяти Тартаковського та Роба Ренцетті. Це був важливий переломний момент в кар'єрі Тартаковського. В «Hanna-Barbera» йому, Маккракену, Ренцетті та Полу Рудішу дозволили працювати в трейлері на студійній парковці, і там Тартаковсткий починає створювати свої найвідоміші роботи. «Лабораторія Декстера» виросла зі студентської роботи з тією ж назвою, котру він створив під час навчання в Каліфорнійському інституті мистецтв. Тартаковський також намалював і був одним зі співавторів 25-го випуску серії коміксів «Лабораторія Декстера», котра мала назву «Stubble Trouble». Крім того він працював над створенням фільму «Суперкрихітки» (The Powerpuff Girls Movie). Обидва проекти неодноразово номінувалися на премію «Еммі», але переможцем зрештою став «Самурай Джек», котрий в 2004 році отримав премію в категорії «Найкраща анімаційна передача (для передач тривалістю менше однієї години)». В тому ж році Тартаковський отримав премію в категорії «Найкраща анімаційна передача (для передач тривалістю в одну годину чи довше)» за «Зоряні війни: війни клонів».
Автор «Зоряних воєн» Джордж Лукас запропонував Тартаковському стати режисером успішного мультсеріалу «Зоряні війни: війни клонів», події якого  підбуваються між «Атакою клонів» та «Помстою ситхів». Серіал отримав три «Еммі»: дві в категорії «Найкраща анімаційна передача (для передач тривалістю в одну годину чи довше)» в 2004 та 2005 роках та одну за «Найкраще персональне досягнення» (отримав фоновий дизайнер Джастін Томпсон) в 2005 році. В роботі над подальшими епізодами Тартаковський участі не брав, працювати над майбутніми проектами «Зоряних воєн» також не планує.
В 2005 році Тартаковський став творчим президентом студії «Orphanage Animation Studios». В 2006 його призначили режисером сиквелу до фільму «Темний кристал», але потім замінили, а згодом і сам проект було скасовано. Тартаковський був режисером анімації в пілотній серії «Коргота-Варвара», котра транслювалася у блоці «Adult Swim» у 2006 році, але серіал так і не було реалізовано. Він також зрежисерував декілька реклам проти паління, одну для Nicorette в 2006 році та дві для Niquitin в 2008. В 2009 році Тартаковський створив пілот під назвою «Maruined» для програми «Cartoonstitute» каналу «Cartoon Network», але він також не став серіалом.
В 2009 році повідомили, що Тартаковський збирається написати і поставити фільм «Самурай Джек» зі студіями «Frederator Studios» Фреда Сайберта та «Bad Robot Productions» Дж. Дж. Абрамса. В червні 2012 Тартаковський заявив, що знає, чим закінчити серіал «Самурай Джек», але в той час Абрамс взявся за «Зоряний шлях», і проект було відкладено. В 2010 Тартаковський створив розкадровку для «Залізної людини 2» Джона Фавро. Між 2010 та 2011 він створив новий мультсеріал «Симбіонний Титан» для «Cartoon Network» і сподівався, що його вдасться продовжити на другий сезон, але цього не сталося. У квітні 2011 в мережі відбулася прем'єра створеного Тартаковським анімованого прологу до фільму жахів «Священик».
На початку 2011 Тартаковський перейшов до «Sony Pictures Animation», де відбувся його режисерський дебют у повнометражному фільмі «Готель Трансильванія» (2012). В липні 2012 він підписав довгостроковий контракт із «Sony», згідно з яким міг розробляти та створювати оригінальні проекти. В липні 2012 «Sony» оголосила, що Тартаковський працюватиме над анімованим фільмом «Попай». 18 вересня 2014 Тартаковський оприлюднив тестову версію. В березні 2015 Тартаковський повідомив, що припиняє роботу над проектом, незважаючи на схвалюну реакцію на тестовий матеріал. Він почав працювати над оригінальною історією «Can You Imagine?», котру анонсували в 2014 і зрештою також скасували.
Тартаковський зрежисерував сиквел до мультфільму «Готель Трансильванія» («Готель Трансильванія 2» вийшов у 2015). В грудні 2015 «Adult Swim» анонсували, що Тартаковський повертається до роботи над останнім сезоном «Самурая Джека». На цей період він припинив працювати в «Sony Pictures Animation». Коли в 2017 році закінчилася трансляція серіалу, Тартаковський повернувся до «Sony» і зрежисерував «Готель Трансильванія 3» (2018). Проект виявився фінансово успішним, і після нього було оголошено про початок роботи над двома новими оригінальними проектами: комедія з рейтингом R під назвою «Fixed» та пригодницький бойовик «Black Knight».
В травні 2019 року «Adult Swim» оголосили, що доручили Тартаковському новий серіал під назвою «Первісний», котрий оповідає про «печерну людину на зорі еволюції … [та] динозавра на межі вимирання». Він побачив світ 7 жовтня 2019 року.

## Фільмографія

### Кіно
| Рік  | Назва                                                      | Оригінальна назва                     | Примітки                                                     |
| 2002 | Суперкрихітки                                              | The Powerpuff Girls Movie             | Режисер анімації, художник-постановник, оператор-постановник |
| 2006 | Як їсти смажених хробаків                                  | How to Eat Fried Worms                | Головний аніматор                                            |
| 2010 | Залізна людина 2                                           | Iron Man 2                            | Художник-розкадрувальник                                     |
| 2011 | Священик                                                   | Priest                                | Режисер прологу                                              |
| 2012 | Готель Трансильванія (Монстри на канікулах)                | Hotel Transylvania                    | Режисер                                                      |
| 2012 | Добраніч, пане Фут                                         | Goodnight Mr. Foot                    | Короткометражний фільм. Режисер та аніматор                  |
| 2015 | Готель Трансильванія 2 (Монстри на канікулах 2)            | Hotel Transylvania 2                  | Режисер                                                      |
| 2016 | Тролі                                                      | Trolls                                | Творчий консультант (в титрах не вказаний)                   |
| 2017 | Щеня!                                                      | Puppy!                                | Короткометражний фільм. Режисер та сценарист                 |
| 2018 | Готель Трансильванія 3: відпустка (Монстри на канікулах 3) | Hotel Transylvania 3: Summer Vacation | Режисер та сценарист, актор озвучування                      |
| TBA  |                                                            | Fixed                                 | Режисер                                                      |
| TBA  | Чорний лицар                                               | Black Knight                          | Режисер та сценарист                                         |

### Телебачення
| Рік            | Назва                            | Оригінальна назва                    | Примітки |
| 1991           | Пригоди мультяшек                | Tiny Toon Adventures                 | Асистент аніматора в епізоді «Henny Youngman Day» |
| 1992–1993      | Бетмен: мультсеріал              | Batman: The Animated Series          | Підрядний аніматор |
| 1993–1995      | 2 дурних собаки                  | 2 Stupid Dogs                        | Режисер анімації, художник-розкадрувальник режисер |
| 1994           | Критик                           | The Critic                           | Аніматор-хронометрист |
| 1996–2003      | Лабораторія Декстера             | Dexter's Laboratory                  | Автор ідеї, режисер (1996—1999, 2003), сценарист, художник-розкадрувальник, продюсер, виконавчий продюсер (2001—2003), режисер озвучування, дизайнер персонажів |
| 1998           | Му та Ципа                       | Cow and Chicken                      | Сценарист та художник-розкадрувальник (Епізод «Cow's Pies») |
| 1998–2004      | Суперкрихітки                    | The Powerpuff Girls                  | Генеральний продюсер (сезони 1-4), автор, режисер озвучування, художник-розкадрувальник та режисер (сезони 1-3)                                                 |
| 1999           | Лабораторія Декстера: его-мандри | Dexter's Laboratory: Ego Trip        | Телефільм Режисер, генеральний продюсер, автор та художник-розкадрувальник                                                                                      |
| 2000           |                                  | Foe Paws                             | Режисер анімації |
| 2001           | Флінстоуни                       | The Flintstones: On the Rocks        | Телефільм. Генеральний продюсер |
| 2001–2004 2017 | Самурай Джек                     | Samurai Jack                         | Автор ідеї, режисер, сценарист, художник-розкадрувальник, продюсер, автор, аніматор-хронометрист, режисер озвучування, продюсер та виконавчий продюсер          |
| 2003           | Дак Доджерс                      | Duck Dodgers                         | Актор озвучування (камео) в епізоді: «Samurai Quack» |
| 2003–2004      | Похмурі пригоди Біллі та Менді   | The Grim Adventures of Billy & Mandy | Генеральний продюсер |
| 2003–2005      | Зоряні війни: війни клонів       | Star Wars: Clone Wars                | Автор ідеї, автор, виконавчий продюсер, режисер |
| 2004           | Перівінкл навколо світу          | Periwinkle Around the World          | Пілотна серія. Продюсер, режисер, розкадрувальник |
| 2006           | Коргот-Варвар                    | Korgoth of Barbaria                  | Пілотна серія. Режисер анімації |
| 2008           |                                  | Maruined                             | Пілотна серія. Автор ідеї |
| 2010–2011      | Симбіонний титан                 | Sym-Bionic Titan                     | Автор ідеї, режисер, художник-розкадрувальник, режисер озвучуванняб виконавчий продюсер                                                                         |
| 2013           | Стівен Юніверс                   | Steven Universe                      | Хронометрист (епізод «Pilot») |
| 2019           | Первісний                        | Primal                               | Автор ідеї, режисер, художник-розкадрувальник, сценарист, режисер озвучування, виконавчий продюсер                                                              |